# Маранґлуй-є-Кучек
Маранґлуй-є-Кучек (перс. مرنگلوی کوچک) — село в Ірані, входить до складу дехестану Південний Назлуй у Центральному бахші шахрестану Урмія провінції Західний Азербайджан.